# Alfred Seiland

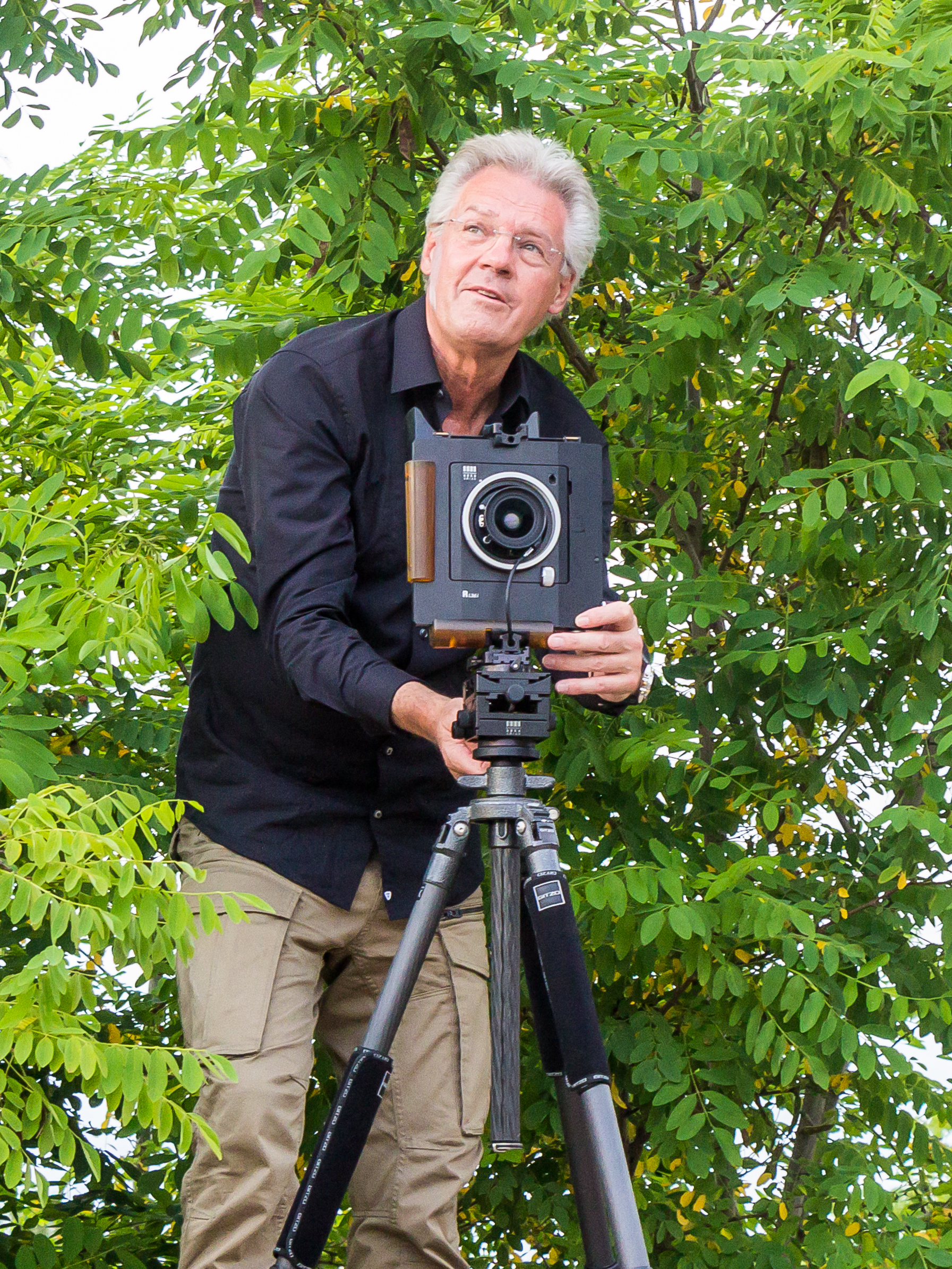
Alfred Seiland 2018 aan de Pont du Gard

Alfred Seiland (°1952, St. Michael) is een Oostenrijkse fotograaf en emeritus hoogleraar fotografie. Hij is bekend vanwege zijn project Imperium Romanum, waarvoor hij sinds 2006 door het Middellandse Zeegebied reist, waarbij hij sporen van de Romeinse oudheid fotografeert in hun relatie tot het heden.

## Leven en werk
Als autodidact werkt hij sinds het midden van de jaren 1970 als freelance fotograaf, waar hij een van de eerste Oostenrijkse fotografen was die vanaf het begin voor (analoge) kleurenfotografie koos, in de voetsporen van Joel Meyerowitz, Stephen Shore en William Eggleston.
Gedurende deze tijd creëerde hij werken voor verscheidene tijdschriften, o.m. Stern en de New York Times Magazine. 
Zijn boek, East Coast - West Coast, is ontstaan uit materiaal van verschillende reizen door de Verenigde Staten tussen 1979 en 1986. 
Tussen 1995 en 2001 fotografeerde hij talloze mensen voor een FAZ-reclamecampagne.
Van 1997 tot 2019 was Seiland hoogleraar fotografie aan de Staatsacademie voor Schone Kunsten Stuttgart.
Het Museum of Modern Art in New York nam zijn foto Winter Landscape, Proleb, Austria uit 1981 in zijn collectie op. 
In 2018 verscheen er een Arte-documentairereeks over zijn werk: Das Erbe der Römer – Mit dem Fotografen Alfred Seiland der römischen Antike auf der Spur.
Seiland woont en werkt in Leoben (Stiermarken).

## Tentoonstellingen
- Oostkust/Westkust
  - Art Institute of Chicago, Chicago, VS, 1987
  - Museum der Moderne, Salzburg, Oostenrijk, 1987[2]
  - Nieuwe galerij van de stad Linz, Oostenrijk
- pimp your collection: cars you drive me art, Staatsgalerij in het Opper-Oostenrijkse Staatsmuseum, Linz, 2011.[3]
- Alfred Seiland - Er zit altijd een slim hoofd achter 1995-2001 (foto's voor de Frankfurter Allgemeine Zeitung-campagne), Villa Grisebach, Berlijn, juli tot augustus 2015.
- Alfred Seiland. Retrospektive. Albertina, Wenen, juni tot oktober 2018.[4]
- Iran. Between Times. Musée national d'archéologie, d'histoire et d'art, Luxemburg, november 2021 tot september 2022.[5]

- Romeinse rijk
  - Romeins-Germaans Museum, Keulen, november 2013 tot maart 2014.
  - Nationaal Museum voor Geschiedenis en Kunst, Luxemburg, oktober 2014 tot februari 2015
  - Rencontres d'Arles, Villa Méditerranée, Marseille, Frankrijk, 2016.
  - Staatsgalerie in het Opper-Oostenrijkse Staatsmuseum, Linz, maart tot augustus 2018
  - Imperium Romanum, Gallo-Romeins Museum, Tongeren (4/6/2022 - 15/1/2023).

## Publicaties
- East Coast – West Coast. Photographien. Edition Stemmle, Kilchberg/Zürich 1986.[6]
- Prag. Photographien. Ivan Klíma, Erna Lackner (Tekst). Edition Stemmle, Kilchberg/Zürich 1994.[7]
- Bilder aus Österreich. Christian Brandstätter Verlag, Wien 1995, ISBN 3-85447-599-3.
- Imperium Romanum. Opus Extractum. Hatje Cantz Verlag, Ostfildern 2013, ISBN 978-3-96070-006-7.
- Imperium Romanum. Opus Extractum II. Hartmann Books, Stuttgart 2016, ISBN 978-3-96070-002-9.[8]
- Imperium Romanum. Photographs 2005-2020. Skira, Mailand 2021, ISBN 978-88-572-4406-8.[9]

## Erkenning
- De tweejaarlijkse Repertinum-prijs van het Museum der Moderne in Salzburg in 1983 (sinds 2001 de Otto-Breicha-prijs geheten).[10]
- Wereldpersfoto 2005, 2de Prijs in de categorie Kunst en Cultuur voor de foto Hängende Gärten.[11]

- Gemeinsame Normdatei: 118830856
- International Standard Name Identifier: 0000 0003 8272 3255
- Library of Congress Control Number: n88132800
- Nationale Bibliotheek van Tsjechië: jn19990007427
- Nederlandse Thesaurus van Auteursnamen: 371576644
- PIC: 284601
- RKD-Nederlands Instituut voor Kunstgeschiedenis: 376262
- Istituto Centrale per il Catalogo Unico: VEAV493998
- Système universitaire de documentation: 161602592
- Union List of Artist Names: 500500453
- Virtual International Authority File: 266679136
- WorldCat: E39PBJmDf64m9pbDkHxMDJhGpP